# هلن جوزف
هِلِن بِآتریس جوزِف (زاده فِنیل؛ انگلیسی: Helen Beatrice Joseph؛ ۸ آوریل ۱۹۰۵ – ۲۵ دسامبر ۱۹۹۲) فعال ضد-آپارتاید اهل آفریقای جنوبی بود. او در ساسکس غربی واقع‌در جنوب شرقی انگلیس زاده شد. هلن پس از اتمام دبیرستان به لندن رفت و در رشته زبان و ادبیات انگلیسی از کینگز کالِج فارغ‌التحصیل شد. آنگاه به هند رفت و در آنجا سه سال در مدارس دخترانه موسوم به محبوبیه در حیدرآباد آموزش داد. در سن ۲۶ سالگی به آفریقای جنوبی رفت و در شهر دوربان به تعلیم در دبستان‌های پسرانه پرداخت، در آنجا با دندانپزشک بیلی جوزف آشنا و سپس ازدواج کرد و نام خانوادگی جوزِف را پذیرفت ولی این ازدواج دوام نیاورد.